# Helena Rodrigues
Helena Rodrigues (Funchal, 2 de diciembre de 1984) es una deportista portuguesa que compitió en piragüismo en la modalidad de aguas tranquilas. Ganó una medalla de bronce en el Campeonato Mundial de Piragüismo de 2009, en la prueba de K4 200 m.

## Palmarés internacional
| Campeonato Mundial | Campeonato Mundial | Campeonato Mundial | Campeonato Mundial |
| Año                | Lugar              | Medalla            | Competición        |
| ------------------ | ------------------ | ------------------ | ------------------ |
| 2009               | Dartmouth (Canadá) | Medalla de bronce  | K4 200 m           |